# Dębica (stacja kolejowa)

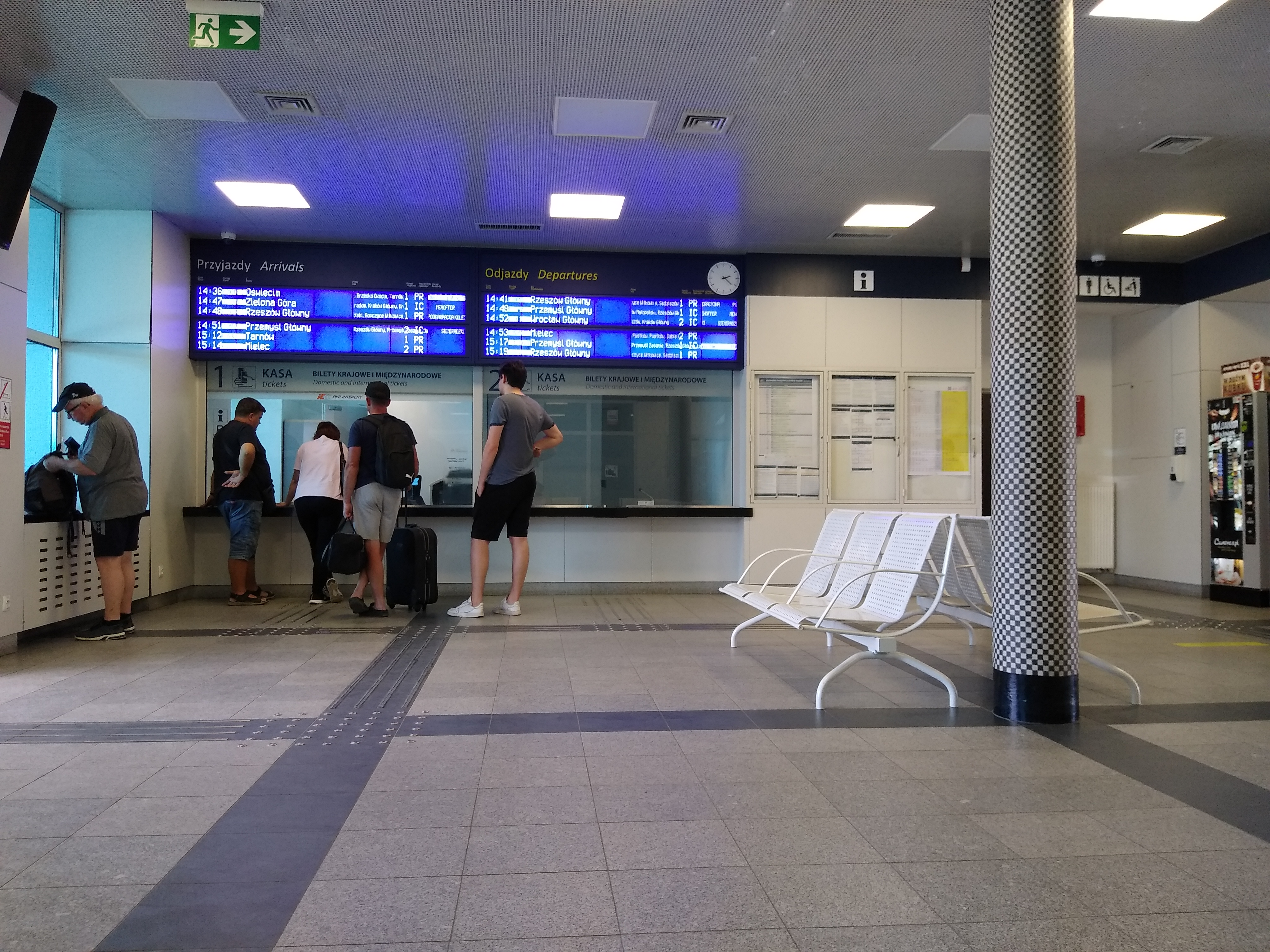
Wnętrze dworca (2024)

Dębica – węzłowa stacja kolejowa w Dębicy, w województwie podkarpackim, w Polsce. Według klasyfikacji PKP ma kategorię dworca regionalnego. Obsługiwana jest z nastawni „Db” za pomocą komputerowych urządzeń sterowania ruchem kolejowym. Stacja ma 2 wyspowe perony.

## Ruch pasażerski
| Rok  | Wymiana pasażerska na dobę |
| ---- | -------------------------- |
| 2018 | 1 500                      |
| 2022 | 2 300                      |
| 2023 | 2 900                      |

## Historia
Starania o budowę kolei żelaznej z Krakowa przez Dębicę do Lwowa rozpoczęły się już w 1837, ale z uwagi na brak finansów robót nie rozpoczęto do 1850. Uprzywilejowana Kolej Żelazna Północna Cesarza Ferdynanda rozpoczęła przygotowania do budowy linii, a do 1853 zbudowany został odcinek Dębica – Bochnia. Nie był on jednak użytkowany, dopiero w 1854 rozpoczęto budowę brakującego odcinka Bochnia – Kraków. 15 października 1855. przyjechał do Dębicy pierwszy pociąg, oficjalne otwarcie nastąpiło dopiero 20 lutego 1856. Kursowały wtedy dwa pociągi dziennie. Z Dębicy do Krakowa jechało się 4 h 10 min., a do Wiednia 19 h 10 min.
W 1857 Towarzystwo Uprzywilejowanej Galicyjskiej Kolei Żelaznej Karola Ludwika przejęło od Kolei Północnej linię z Krakowa do Dębicy i kontynuowało budowę torów: w 1858 oddano do użytku odcinek do Rzeszowa, a w 1861 pociągi dojeżdżały już do Lwowa. W 1887 otwarto linię kolejową do Rozwadowa (obecnie dzielnica Stalowej Woli) z odgałęzieniem do Nadbrzezia (obecnie stacja Sandomierz). Dębica stała się stacją węzłową.
W 1887 uzyskana została zgoda rządu austriackiego na budowę linii kolejowej z Dębicy do Jasła, niestety do budowy tej linii nigdy nie doszło. W 1888 otwarto drugi tor do Krakowa, a wkrótce zbudowany został też drugi tor w stronę Rzeszowa. W 1892 koleje należące do Towarzystwa Uprzywilejowanej Galicyjskiej Kolei Żelaznej Karola Ludwika przeszły na własność państwa, a stacja w Dębicy aż do 1918 podlegała pod krakowski okręg C.K. Austriackich Kolei Państwowych.
W latach II wojny światowej węzeł w Dębicy został gruntownie przebudowany. Rozbudowano stacje Dębica i Dębica Towarowa, wybudowano nowy posterunek odgałęźny Dębica Wschodnia z łącznicą omijającą Dębicę od wschodu oraz nową parowozownię. Ważnym momentem była też elektryfikacja - 25 maja 1963 wjechał do Dębicy pierwszy pociąg elektryczny.
W 2011 rozpoczęto modernizację linii nr 91 na odcinku Kraków-Rzeszów. Zakres prac objął też gruntowną przebudowę stacji w Dębicy - uruchomione zostały nowoczesne urządzenia sterowania ruchem kolejowym, powstał nowy układ torowy, perony (zlikwidowano jeden peron) oraz przejścia podziemne. W 2016 oddano do użytku wyremontowany budynek dworca, który zyskał całkiem nowy wygląd. Urząd Miasta uruchomił w nim punkt informacyjny, 1 marca 2019 roku rozpoczęto remont linii nr 25 na odcinku Mielec-Dębica. Po zakończeniu remontu na linii nr 25 wznowiono ruch pociągów towarowych 1 września 2020 roku na odcinku Mielec-Kochanówka Pustków i 13 czerwca 2021 roku na odcinku Kochanówka Pustków-Dębica. 1 września 2021 roku, po 12-letniej przerwie został wznowiony ruch pociągów pasażerskich na linii kolejowej z Dębicy do Mielca. We wrześniu 2024 roku spółka PKP Intercity S.A. poinformowała o powrocie kolejowych pasażerskich połączeń dalekobieżnych na linię kolejową nr 25 na odcinku Dębica – Mielec – Tarnobrzeg w postaci pociągu Intercity „Hetman” relacji Kraków Główny – Hrubieszów Miasto, co nastąpiło zgodnie z zapowiedziami z dniem 15 grudnia 2024 roku.

## Architektura

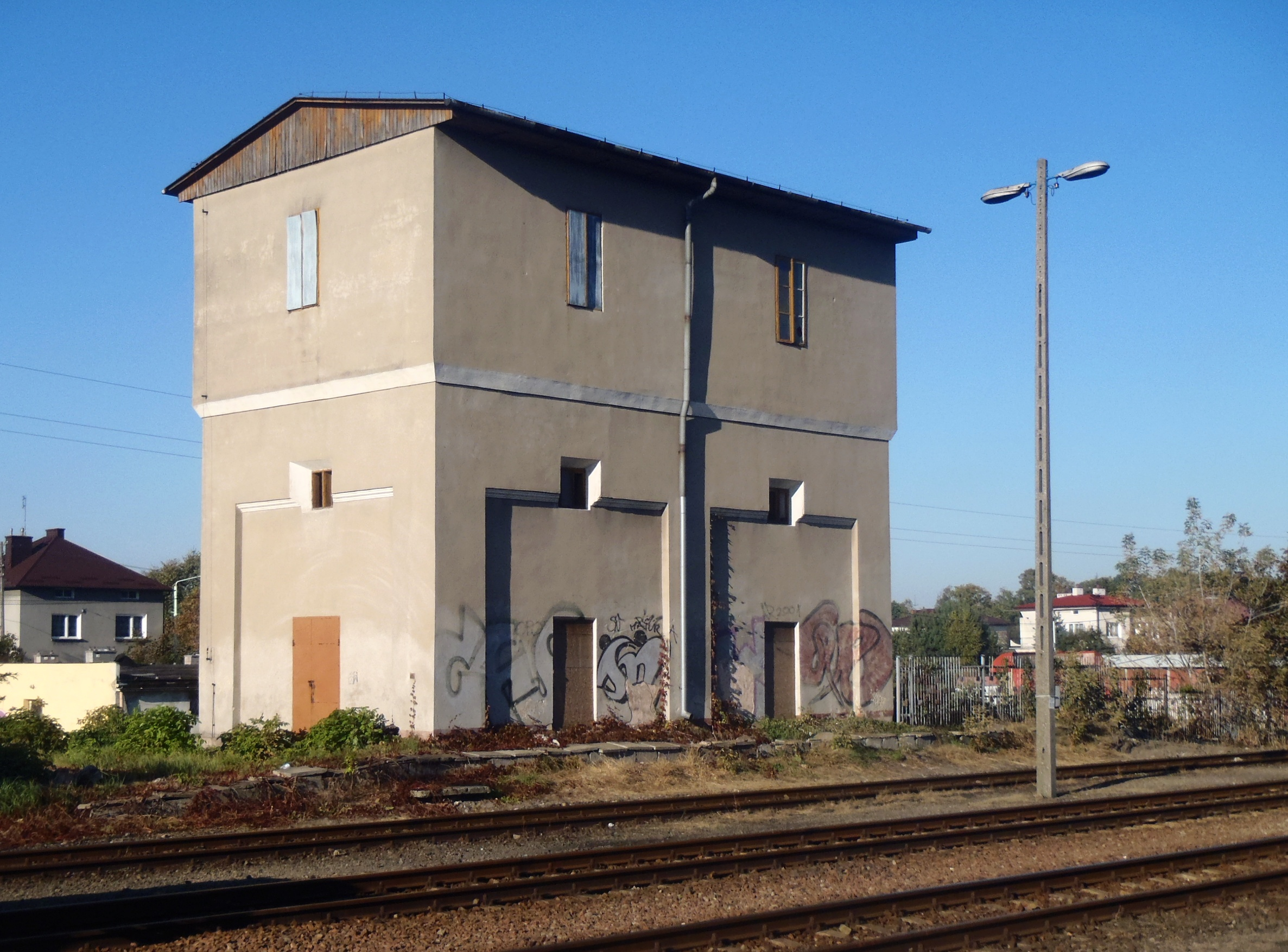
Zabytkowa wieża ciśnień

Początkowo budynki stacyjne były drewniane. W latach 1863–1867 wybudowany został murowany dworzec, w kolejnych latach infrastruktura była rozbudowywana o kolejne murowane budynki. W latach 60. XX wieku zabytkowy dworzec został przebudowany i stracił zupełnie swą pierwotną architektoniczną formę.
W styczniu 2015 rozpoczął się generalny remont głównego budynku dworca. Zakres prac objął głównie wnętrze: przy poczekalni zlokalizowano teraz toalety, kasy oraz część usługowo-gastronomiczną. Wymieniono zostały również okna, drzwi, instalacje wewnętrzne, pokrycia dachowe oraz stropy w skrzydłach budynku. Odnowiona została elewacja budynku – zamiast piaskowca są panele. Przejście pomiędzy budynkiem a pawilonem, w którym mieszczą się toalety, zostało zadaszone. Uporządkowano cały teren wokół dworca oraz utworzono parking z zachodniej strony. W grudniu 2015 część pasażerska został udostępniona ponownie podróżnym.
Pozostałe budynki stacyjne są obecnie opuszczone i powoli niszczeją. Od północnej strony stacji wznosi się zabytkowa wieża ciśnień.

## Skomunikowanie
Przystanki komunikacji miejskiej (MKS Dębica) w pobliżu dworca:
- Dworzec PKP – skrzyżowanie ulic Kolejowej i Głowackiego
  - linie autobusowe: 1, 2, 3, 4, 5, 7, 8, 11, 14, 15, 16, 18
- Słoneczna PKP/Szkolna – skrzyżowanie ulic Słonecznej i Szkolnej
  - linie autobusowe: 17

Obok budynku dworca kolejowego znajdują się również przystanki przewoźników autobusowych oraz postój taksówek.